# Grynos
Grynos (gr. Γρύνος, Grynos) – syn Eurypylosa, wnuk Telefosa, król Myzji. Postać z mitologii greckiej.
Po śmierci ojca, który zginął pod Troją z ręki Neoptolema, Grynosa napadli sąsiedzi, którzy chcieli opanować Myzję. Wezwał wówczas na pomoc Pergamosa, syna Neoptolema i Andromachy. Dzięki jego pomocy odniósł zwycięstwo nad wrogami. Kiedy zakładał potem nowe miasta jedno nazwał na cześć swego przyjaciela Pergamonem, drugiemu nadał nazwę Grynion.